# Городские населённые пункты Марий Эл
Марий Эл включает 19 городских населённых пунктов, в том числе:
- 4 города (из которых 3 города республиканского значения и 1 город (Звенигово) районного значения) и
- 15 посёлков городского типа.

## Города
| № | название       | муниципальный район / городской округ | население (чел.) | основание / первое упоминание | статус города | герб | прежние названия                                  |
| - | -------------- | ------------------------------------- | ---------------- | ----------------------------- | ------------- | ---- | ------------------------------------------------- |
| 1 | Йошкар-Ола     | Йошкар-Ола                            | ↗285 219         | 1584                          | 1781          |      | до 1919 — Царевококшайск до 1928 — Краснококшайск |
| 2 | Волжск         | Волжск                                | ↘52 164          | XIX век                       | 1940          |      | до 1938 — Лопатино                                |
| 3 | Звенигово      | Звениговский район                    | ↘10 822          | 1860                          | 1974          |      | Чекуры, Звенижский                                |
| 4 | Козьмодемьянск | Козьмодемьянск                        | ↘19 355          | 1583                          | 1781          |      |                                                   |

## Посёлки городского типа
| №  | название          | муниципальный район   | население (чел.) | основание / первое упоминание | статус пгт | герб | прежние названия             |
| -- | ----------------- | --------------------- | ---------------- | ----------------------------- | ---------- | ---- | ---------------------------- |
| 1  | Килемары          | Килемарский район     | ↘3897            | 1850                          | 1984       |      | до 1905 — Русские Килемары   |
| 2  | Красногорский     | Звениговский район    | ↘6049            |                               | 1939       |      | до 1939 — Илеть              |
| 3  | Краснооктябрьский | Медведевский район    | ↘3546            |                               | 1951       |      | Митькино                     |
| 4  | Куженер           | Куженерский район     | ↘4744            |                               | 1974       |      |                              |
| 5  | Мари-Турек        | Мари-Турекский район  | ↘4376            | 1719                          | 1975       |      |                              |
| 6  | Медведево         | Медведевский район    | ↗21 799          | XVII век                      | 1973       |      |                              |
| 7  | Морки             | Моркинский район      | ↘8618            | 1678                          | 1969       |      |                              |
| 8  | Новый Торъял      | Новоторъяльский район | ↗5629            | 1815                          | 1972       |      |                              |
| 9  | Оршанка           | Оршанский район       | ↘5501            | 1820                          | 1975       |      |                              |
| 10 | Параньга          | Параньгинский район   | ↘5267            | 1552                          | 1974       |      |                              |
| 11 | Приволжский       | Волжский район        | ↘3698            | 1980                          | 1980       |      |                              |
| 12 | Сернур            | Сернурский район      | ↘8060            | XVII век                      | 1966       |      | Макарсола, Макарля, Шерденур |
| 13 | Советский         | Советский район       | ↘10 483          | 1935                          | 1965       |      | до 1958 — Фокино             |
| 14 | Суслонгер         | Звениговский район    | ↘2637            |                               | 1942       |      |                              |
| 15 | Юрино             | Юринский район        | ↘2546            | 1227                          | 1927       |      |                              |

### Бывшие пгт
- Визимьяры — пгт с 1986 года. Преобразован в сельский населённый пункт в 2000 году[6].
- Дубовский — пгт с 1948 года. Преобразован в сельский населённый пункт в 1987 году.
- Звениговский Затон — пгт с 1927 года. Преобразован в город Звенигово в 1974 году.
- Красный Стекловар — пгт с 1938 года. Преобразован в сельский населённый пункт в 1997 году.
- Ленинский — пгт с 1941 года. Преобразован в сельский населённый пункт в 1959 году.
- Лопатино — пгт с 1933 года. Преобразован в город Волжск в 1940 году.
- Мариец — пгт с 1939 года. Преобразован в сельский населённый пункт в 1997 году.
- Мочалище — пгт с 1952 года. Преобразован в сельский населённый пункт (посёлок) в 2004 году[7].